# Niveoscincus microlepidotus
Espèce
Synonymes
- Mocoa microlepidota O'Shaughnessy, 1874

Niveoscincus microlepidotus est une espèce de sauriens de la famille des Scincidae.

## Répartition
Cette espèce est endémique de Tasmanie en Australie.

## Publication originale
- O'Shaughnessy, 1874 : A description of a new species of Scincidae in the collection of the British Museum. Annals and magazine of natural history, sér. 4, vol. 13, p. 298-301 (texte intégral).